# Sticherus inflexus
Sticherus inflexus är en ormbunkeart som beskrevs av Pichi-serm. Sticherus inflexus ingår i släktet Sticherus och familjen Gleicheniaceae. Inga underarter finns listade.